# Gornji Meljani
Gornji Meljani is een plaats in de gemeente Voćin in de Kroatische provincie Virovitica-Podravina. De plaats telt 12 inwoners (2001).